# Paul van der Ploeg
Paul van der Ploeg (ur. 9 listopada 1989 w Mount Beauty) – australijski kolarz górski i szosowy, złoty medalista mistrzostw świata MTB.

## Kariera
Największy sukces w karierze Paul van der Ploeg osiągnął w 2013 roku, kiedy zdobył złoty medal w cross-country elimiantorze podczas mistrzostw świata MTB w Pietermaritzburgu. W zawodach tych wyprzedził Austriaka Daniela Federspiela i Argentyńczyka Catriela Andrésa Soto. Rok wcześniej zdobył brązowy medal w four-crossie na kontynentalnych mistrzostwach Oceanii, a w 2010 roku był najlepszy w cross-country w kategorii U-23 podczas kolarskich mistrzostw Oceanii w Dunedin. Jak dotąd nie startował na igrzyskach olimpijskich.